# Polystichum drepanum
Polystichum drepanum — вид рослин з родини щитникові (Dryopteridaceae), ендемік Мадейри.

## Опис
Це багаторічна, трав'яниста двічі периста рослина. Стебло листя коротке, з коричневими лусками. Спори круглі і лежать на нижній частині листа у двох рядах; вони без покриття.

## Поширення
Ендемік архіпелагу Мадейра (о. Мадейра).
Цей вид характерний для лісів, де панує Ocotea foetens. Він живе на тінистих і вологих скельних виступах у лісах на північному заході Мадейри. Загальна чисельність населення менша ніж 50 особин.

## Загрози та охорона
Основною загрозою для цього виду є деградація місць проживання через вторгнення екзотичних видів. Колекція, рекреаційна діяльність від туризму, пожежі та природні чинники, такі як зсуви можуть вплинути на вид.
Polystichum drepanum перераховується як пріоритетний вид в Додатку II Директиви про біографію та внесений до Додатка I Конвенції про охорону європейської дикої природи та природних середовищ існування (Бернська конвенція). Весь ареал включено до національного парку.